# えとぴりか (歌手)
えとぴりかは、日本のミュージシャン、シンガーソングライター。本名・生年月日非公開。福岡県朝倉市出身。キャッチフレーズは「福岡発、新感覚シンガーソングライター」。
「人生は一度きりなので好きなことして生きていきたい」「小さいことから歌うことだけが好きだったし、それだけが褒められていたから、歌う人になろうと思った」とミュージシャンを志す。
2009年から福岡市を中心にライブ活動を行う。
2015年、公益財団法人久留米文化振興会石橋文化センターの主催イベント「くるめライブチャレンジ2015」にてベストパフォーマーを獲得。
同年、「魔法のプロテイン」がトヨタカローラ福岡新型プリウスのCFソングに起用され、自身もCMに出演。撮影は大分県由布市で行われ、気温8度の中、熊本県の筋肉ユニット「マッスルアップ」とともにダンスを踊った。
2016年、初のフルアルバム「アイデンティティ見聞録」をリリース。
出身地が平成29年7月九州北部豪雨に見舞われたことに心を痛め、以降ライブの席で義援金活動を行っており、朝倉市役所へ自ら義援金を届けている。
2018年4月、ライブ前に両足を負傷。当日のステージは敢行したが、後日両足骨折と判明。出演決定済だったライブをキャンセルし、療養を経て6月1日から音楽活動を再開。

## 出演
- BRAKE SWITCH（2016年10月7日 - 、ドリームスエフエム放送） - 「地元ミュージシャン応援コーナーCHIKU★GO-ON」毎月第1金曜担当（当初は「『えとぴりかっぱ』のお皿deディスコ！！」として放送。2017年11月から現在のコーナー名）